# Jegeruchai
Jegeruchai (russisch Егерухай, adygeisch Еджэрыкъуай) ist ein Dorf (aul) in Südrussland. Es gehört zur Republik Adygeja und hat 1610 Einwohner (Stand 2019). Im Ort gibt es 21 Straßen.

## Geographie
Das Dorf liegt am linken Ufer des Flusses Laba, 20 km nordwestlich von Koschechabl (dem Verwaltungszentrum des Bezirks) auf der Straße. Lutschesarny ist die nächstgelegene ländliche Ortschaft.